# Дахній Андрій Йосипович
Андрі́й Йо́сипович Дахні́й (нар. 17 липня 1967, Стрий) — український історик філософії, перекладач. Доктор філософських наук (2019). Завідувач кафедри історії філософії Львівського національного університету імені Івана Франка (від 2019 року), доцент.

## Біографія
Андрій Йосипович Дахній народився 17 липня 1967 року у місті Стрий Львівської області. Після закінчення середньої школи навчався на факультеті журналістики Львівського університету, який закінчив 1990 року з відзнакою. У 1991—1994 роках навчався в аспірантурі цього ж університету за спеціальністю «Історія філософії». Відразу після закінчення аспірантури працював асистентом на кафедрі історії філософії філософського факультету Львівського університету. Від березня 1999 року перебуває на посаді доцента тієї ж кафедри.
1996 року захистив кандидатську дисертацію «Проблема співвідношення людини і техніки в екзистенціальній духовній традиції».
1997 року переклав значну частину праці С. К'єркеґора «Повторення», а 2000 року — роботу Ф. Шляєрмахера «Промови про релігію до освічених людей, які її зневажають».
Брав участь у німецькомовних конференціях:
- 1998 — «Контексти: Спіноза в історії філософії»,
- 2000 — «Інтерпретація Шопенгауера сьогодні».

15 травня 2019 року захистив докторську дисертацію на тему «Динаміка людського існування у мисленні М. Гайдеґґера: екзистенційно-темпоральний та філософсько-технічний дискурси».

## Наукова діяльність
Галузь спеціалізації — сучасна західна філософія. Автор низки досліджень з філософії Серена К'єркеґора, Мартіна Гайдеґґера, Юрґена Габермаса.
Коло головних наукових зацікавлень: історія філософії 19-20 століть, антропологічна проблематика новітньої філософії, екзистенційна філософія, феноменологія і герменевтика, неотомізм.

### Основні публікації
- «Культурне відродження України в контексті європейської духовної традиції (екзистенціальні питання в українській культурі)». — Львів, 1993.
- «Спіноза в контексті екзистенціальної філософії Н. Бердяєва і Л. Шестова». — Вроцлав, 1998.
- «Людина XX століття крізь призму філософії К'єркегора». — Львів, 1998.
- «Програма курсу з історії сучасної філософії». — Львів, 2000.
- «Християнські елементи української духовності і „філософія серця“». — Мюнхен, 2001.
- «Нариси історії західної філософії XIX—XX ст.» Навчальний посібник — Львів, 2015.
- «Мартін Гайдеґґер та екзистенційна філософія». Монографія — Львів, 2018.

### Переклади
- К'єркегор С. Повторення / Переклад з німецької Андрія Дахнія. — Львів, 1998.
- Габермас Ю. Залучення іншого: Студії з політичної теорії / Переклав з німецької Андрій Дахній; науковий редактор Борис Поляруш. — Львів: Астролябія, 2005. — 416 с.

## Електронні джерела
- Перекладацька майстерня. Андрій Дахній
- Андрій Дахній про смисл та історію філософії, проблеми та культуру перекладів філософських текстів на YouTube
- (Ч1) Гуманізм Vs Трансгуманізм. Андрій Дахній, Руслан Мироненко на YouTube